# Административное деление Хабаровска

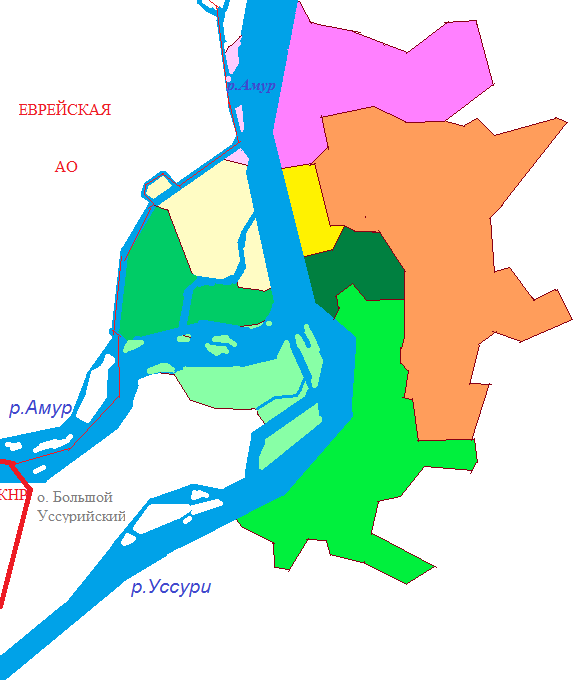
Районы города Хабаровска
Железнодорожный
Индустриальный
Кировский
Краснофлотский
Центральный

Город Хабаровск, административный центр Хабаровского края, разделён на 5 внутригородских районов.
В рамках административно-территориального устройства края, Хабаровск является городом краевого значения; в рамках муниципального устройства он образует муниципальное образование  город Хабаровск  со статусом городского округа с единственным населённым пунктом в его составе.
Районы города не являются муниципальными образованиями.

## Районы
| №        | Район           | Население (чел.) 2024 | Площадь право- бережья (км²) | Площадь лево- бережья* (км²) | Площадь всего (км²) | Код ОКАТО  | Дата создания      |
| -------- | --------------- | --------------------- | ---------------------------- | ---------------------------- | ------------------- | ---------- | ------------------ |
| 1        | Железнодорожный | ↘154 087              | 99                           | 0                            | 99                  | 08 401 363 | 28 декабря 1938 г. |
| 2        | Индустриальный  | ↘225 231              | 59                           | 69                           | 128                 | 08 401 365 | 21 мая 1936 г.     |
| 3        | Кировский       | ↘55 274               | 9                            | 29                           | 38                  | 08 401 368 | 21 мая 1936 г.     |
| 4        | Краснофлотский  | ↘88 321               | 54                           | 17                           | 71                  | 08 401 371 | 3 октября 1945 г.  |
| 5        | Центральный     | ↘92 657               | 9                            | 43                           | 53                  | 08 401 375 | 3 ноября 1937 г.   |
| 5.000001 | всего           | ↗615 600              | 230                          | 159                          | 389                 | 08 401 000 | 31 мая 1858 г.     |

*Площадь левобережья 159 км², в том числе собственно левый берег реки Амур – 83 км² , водное зеркало реки Амур – 76 км².

## Микрорайоны
- Авиагородок — микрорайон, расположенный вблизи двух аэропортов Хабаровска (большой и малый), входит в состав Железнодорожного района.
- 1-й микрорайон — входит в состав Индустриального района;
- Строитель - входит в состав Индустриального района;
- Флегонтова - входит в состав Индустриального района;
- Амуркабель - входит в состав Индустриального района;
- Красная речка — входит в состав Индустриального района;
- Рабочий Городок — входит в состав Центрального района.
- Энергомаш — входит в состав Центрального района
- Волочаевский городок — входит в состав Центрального района
- База КАФ — входит в состав Краснофлотского района;
- Северный микрорайон — входит в состав Краснофлотского района;
- 5-я площадка — входит в состав Индустриального района;
- Южный микрорайон — входит в состав Индустриального района;
- Депо №2 — входит в состав Краснофлотского района
- Берёзовка — микрорайон, входит в состав Краснофлотского района
- Ореховая сопка — входит в состав Железнодорожного района
- Второй Хабаровск (Станция Хабаровск-2, Ледопункт) — входит в состав Железнодорожного района
- п. Горького (Черемушки) — входит в состав Железнодорожного района
- Квадрат (Станция Хабаровск-1, за железнодорожным вокзалом) — входит в состав Железнодорожного района

## История
21 мая 1936 года город Хабаровск был разделен на два района — Сталинский и Кировский. Постановлением Президиума Далькрайисполкома от 3 ноября 1937 года был образован Центральный район г. Хабаровска, что было закреплено Постановлением Президиума ВЦИК от 24 июня 1938 г « Об образовании Центрального района г. Хабаровска». 28 декабря 1938 года был образован четвёртый район — Железнодорожный, 15 сентября 1945 года – Краснофлотский. Указом Президиума Верховного Совета РСФСР от 10 ноября 1961 года Сталинский район был переименован в Индустриальный.
В 2005 — 2015 гг. в целях совершенствования работы органов местного самоуправления, в городе существовали комитеты по управлению округом и выделены 4 округа в пределах 5 районов: Центральный округ — в пределах Центрального района, Северный округ — в пределах Краснофлотского и  Кировского районов, Железнодорожный округ — в пределах Железнодорожного района, Южный округ — в пределах Индустриального района. В 2015 году комитеты по управлению округом были заменены на комитеты по управлению районом, а округа были упразднены.